# Walter Brednow

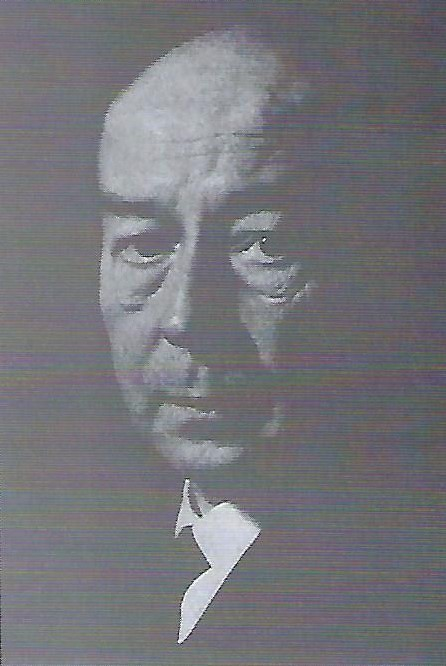
Walter Brednow

Walter Brednow (* 12. Februar 1896 in Berlin; † 11. September 1976 in Jena) war ein deutscher Internist und Hochschullehrer.

## Leben
Brednow war Sohn eines Apothekenbesitzers. Er besuchte das Humboldt-Gymnasium in Berlin und legte im August 1914 die Reifeprüfung ab. Ursprünglich wollte er Germanist werden und immatrikulierte sich im Oktober 1914 an der Friedrich-Wilhelms-Universität Berlin. Aufgrund von Erlebnissen während des Ersten Weltkriegs wandte er sich aber 1916 der Medizin zu und studierte das Fach zunächst ebenfalls in Berlin. Das Wintersemester 1920/21 brachte er an der Ludwig-Maximilians-Universität München zu. Nach dem Staatsexamen 1922 war er mehrere Jahre als Assistenzarzt an Berliner Krankenhäusern und Kliniken. Ein prägender Lehrer war der Internist Karl Schlayer. Nach dreieinhalb Jahren wollte sich Brednow der Psychiatrie zuwenden. So schrieb er seine Doktorarbeit bei Karl Bonhoeffer. Nach einem Jahr in seiner Klinik an der Charité wurde ihm klar, dass die sich Vordergrund drängende Psychoanalyse für ihn zu spekulativ und wissenschaftlich nicht exakt beweisbar war. Er kehrte in die Innere Medizin zurück. Sein eigentlicher Lehrer wurde Hermann Straub in Greifswald, der ihn zu Spezialausbildungen im Röntgen schickte und an die Georg-August-Universität Göttingen mitnahm. Er habilitierte sich 1930 für Innere Medizin und Röntgenologie und wurde 1934 Oberarzt. Nach Straubs Tod leitete er die Göttinger Medizinische Universitätsklinik kommissarisch bis zum April 1939. Obwohl er noch nach 1933 bei Juden wohnte, jüdische Patienten behandelt und bedrohten Juden und NS-Gegnern bei der Emigration half, wurde er nach 1933 zwangsweise in die SA überführt. „Als Gegner der NSDAP, der von Volksgemeinschaft keine Ahnung hat“ (so ein Dozentenschaftsführer), wurde er aus der SA ausgeschlossen.
1936 wurde er in Göttingen zum außerordentlichen Professor ernannt. Nach 23 vergeblichen Bewerbungen erhielt er 1939 am Städtischen Krankenhaus Cottbus die erste Chefarztstelle. Die Luftangriffe der Alliierten zerstörten die Klinik. Da Brednow über hervorragende Russischkenntnisse und eine besondere Organisationsbegabung verfügte, hatte Cottbus bereits im Frühjahr 1947 wieder ein Krankenhaus mit mehr als 600 Betten. Im Frühwinter 1946 wurde Brednow von der  Sowjetischen Militäradministration in Deutschland nach Berlin-Karlshorst befohlen. Zur politischen Schulung nach Moskau gehen wollte er nicht; denn die SED war für ihn „eine Partei unehrenhafter Männer“.
Trotz einiger Bedenken berief ihn die Regierung des Landes Thüringen 1947 auf den Jenaer Lehrstuhl für Innere Medizin. Als Direktor der Medizinischen Universitätsklinik wurde er 1950 außerdem zum Direktor der Tuberkuloseklinik Jena ernannt. 

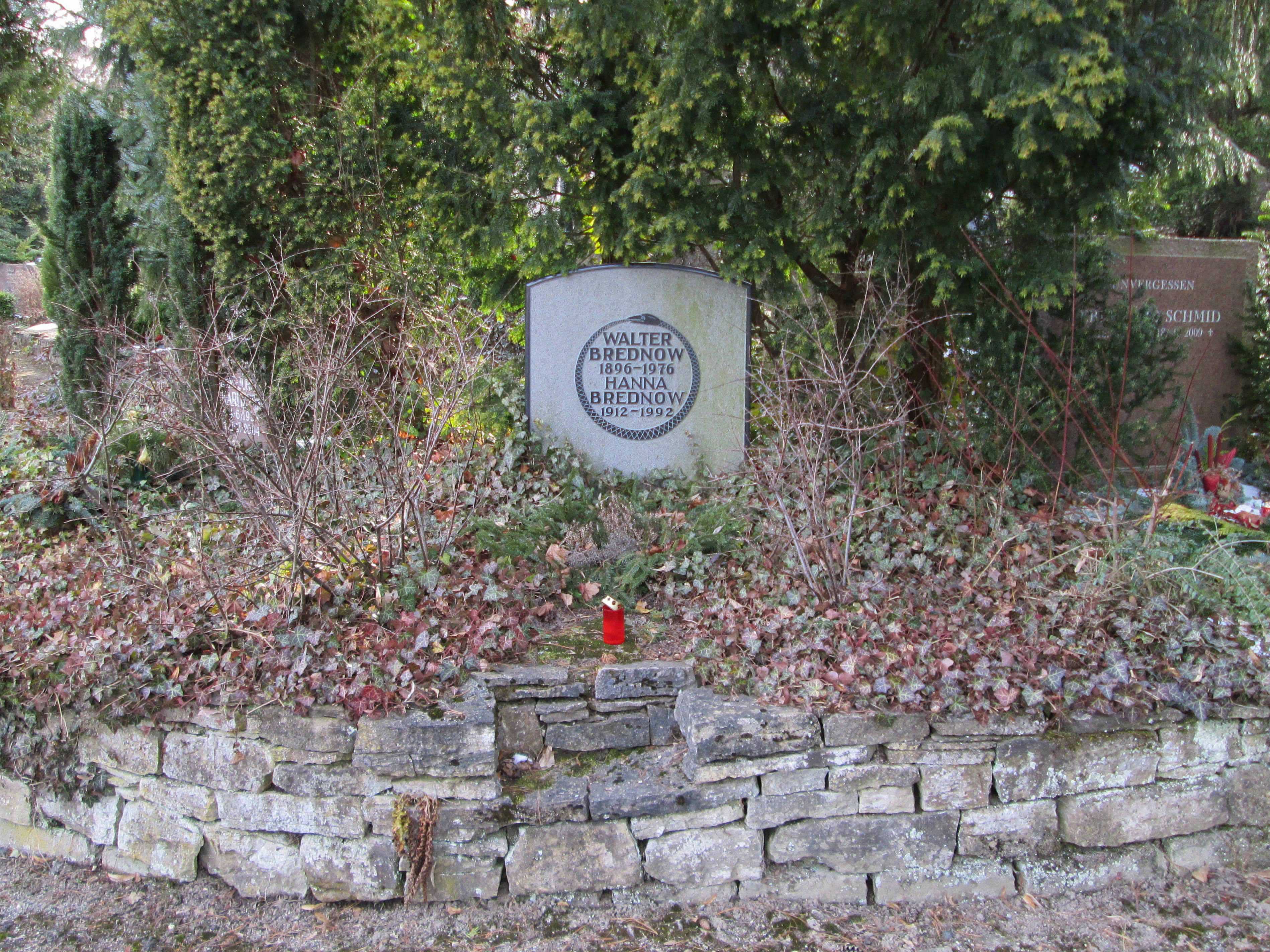
Grab in Jena

Nach seinem Tod wurde er auf dem Jenaer Nordfriedhof beigesetzt.

## Ehrungen
- Wahl in die Deutsche Akademie der Naturforscher Leopoldina (1958)
- Ordentliches Mitglied der Sächsischen Akademie der Wissenschaften (1960)
- Ehrenmitglied der Deutschen Gesellschaft für Innere Medizin (1963)

## Veröffentlichungen
- Dietrich Georg Kieser. Sein Leben und Werk (= Sudhoffs Archiv. Beiheft 12). Steiner, Stuttgart 1970, ISBN 3-515-00296-0.
- Mit der Veröffentlichung Spiegel, Doppelspiegel und Spiegelungen, eine „wunderliche Symbolik“ Goethes (1973) lieferte er einen Beitrag zur Literaturwissenschaft.